# Sledge (film)
Sledge (A Man Called Sledge) è un film del 1970, diretto da Vic Morrow e interpretato da James Garner, Dennis Weaver, Claude Akins e Laura Antonelli.

## Trama
Un bandito di nome Sledge, sul quale pende una cospicua taglia, decide di compiere l'ennesimo colpo per impossessarsi di un carico d'oro diretto verso una fortezza. Impossibilitato a farlo prima che il carico raggiunga la destinazione a causa dell'elevato numero di guardie messe a protezione del convoglio, decide di optare per un'idea alternativa. Con l'aiuto di un suo complice, per potersi introdurre all'interno della fortezza, Sledge si fa arrestare. Una volta all'interno entra in possesso del carico d'oro ma inizia una faida all'interno del gruppo per poterselo accaparrare. A questo punto Sledge si vede costretto a scontrarsi anche con i suoi complici.

## Produzione

### Cast
Tra i tanti attori presenti in questo spaghetti western spiccano James Garner nell'insolita parte del fuorilegge, Claude Akins qui ancora prima di prendere parte a serie televisive molto programmate anche in Italia come Movin' On, Truck Driver e Lobo. Nel cast femminile è da segnalare una giovane Laura Antonelli lanciata, per l'occasione, dalla stampa come una nuova eroina western.

### Riprese
Per quanto riguarda gli esterni le riprese della pellicola sono avvenute in Spagna in località Almería mentre gli interni sono stati girati in Italia negli studi di Dino De Laurentiis a Roma.

## Promozione
«Solo un uomo chiamato Sledge poteva compiere quella colossale rapina!» è lo slogan utilizzato per pubblicizzare il film nelle pagine dei quotidiani dedicate alla programmazione cinematografica dell'epoca.

## Distribuzione
La pellicola è stata distribuita nelle sale cinematografiche italiane nella seconda metà del 1970.

### Data di uscita
Alcune date di uscita internazionali nel corso degli anni sono state:
- 14 novembre 1970 in Italia[9]
- 3 febbraio 1971 in Francia (Un homme nommé Sledge)[10]
- 10 giugno 1971 negli Stati Uniti (A Man Called Sledge)[11]

### Home video
Nel 2015 il film è stato distribuiito in formato DVD e Blu-ray per il mercato tedesco sia in lingua inglese che tedesca.